# Scalidognathus oreophilus
Scalidognathus oreophilus là một loài nhện trong họ Idiopidae.
Loài này thuộc chi Scalidognathus. Scalidognathus oreophilus được Eugène Simon miêu tả năm 1892.